# 中国红十字会
中國紅十字會，前身可追溯於1904年3月10日創立的上海萬國紅十字會，歷經大清帝國紅十字會、中华民国紅十字會等名稱更迭，是中国的国家红十字会，也是目前由中华人民共和国政府领导下的官方从事人道主义工作的社会救助团体，是红十字会与红新月会国际联合会的成员，和红十字国际委员会也保持合作关系（红十字国际委员会與各國的紅十字會均不存在隸屬關係）。中国红十字会总会由中华人民共和国国务院领导、联系，下属各地区、行业分会以及高度自治的两个分会——香港红十字会与澳门红十字会。

## 历史

### 清朝
1904年3月3日《申报》发表《东三省红十字普济善会章程并启》：“庚子之役，上海有救济善会之设，各国义之。今东三省复有是举，固被难人民所亟盼，而亦两战国所乐从也”“本会援泰西红十字会例，名东三省红十字会普济善会，专以救济该省被难人民为事”，“系商办善举”。施则敬邀集同仁在上海公共租界六马路仁济善堂开会，“商议开办之法”，宣告“东三省红十字普济善会”成立。沈敦和介绍“泰西红十字会缘始及会中一切章程”。根据“题名册”，与会者有沈敦和、施则敬（字子英）、杨士琦(字杏城)、曾铸（字少卿）、李厚祐（字云书）、沈懋昭（字缦云）、汪汉溪（字龙标）、周晋镳（字金箴）、汪立元（字建斋）、陈润夫（字作霖）、席裕福（字子佩）、黄协埙（字式权）、任锡汾（字逢辛）、焦发昱（字乐山）、苏宝森、王少灏、王松堂、吴少卿、王益甫、冯珩生、朱子文、姚燕庚，共22人。会后以《施君肇基笔译上海创设万国红十字支会会议大旨》为题，登于《申报》、《中外日报》等报。
1904年3月10日下午5时一刻，中、英、法、德、美五国代表在英租界公共工部局集会，由工部局值年总董培恩主持，李提摩太做报告阐明沈敦和等急切救助东北难民请求援助情形。会议宣布联合组建上海万国红十字支会（3月17日正式定名上海万国红十字会）。安特生宣布了与李提摩太议定的45名董事会组成人员名单（其中西董35人，华董10人为沈敦和、施则敬、严小舫、朱葆三、周金箴、徐润、苏宝森、陈润夫、曾少卿、朱礼琦），大会以举手表决的方式通过，另从45名董事中推出9名组成办事董事（其中西董7人，华董2人），西董为英刑司威金生、公共租界工部局总董、法租界工部局总董、李提摩太、律师麦尼而、医生巴伦、傅密生，华董为沈敦和、施则敬（后增任锡汾），以举手表决方式通过。
上海万国红十字会“拟援万国红十字会例，力筹赈救北方被难民人之策”。沈敦和用红十字会的中立性作为盾牌，带人进入日俄交战地区救护被困在里面的中国平民百姓。沈敦和创建的红十字组织是由中国富人和生活在中国的著名西方人构成。这个新的红十字会在政府官员、中国精英分子、西方医务工作者支持下，在中国东北救援了超过25万人。
在日俄战争后，中国红十字会在成倍扩大，以提供和平时期的救济。救助不断发生的自然灾害成了红十字会的新的工作。洪水、饥荒、火灾缠绕着20世纪上半叶的中国，除此之外，还有突然爆发的内战。1906年清朝政府簽署日內瓦公約，中國正式成為日內瓦公約成員國。
1906年，在旧金山发生的地震和火灾，摧毁了城市，造成了3,000人死亡。上海萬國紅十字會为旧金山捐献了20,000两白银。
1907年，呂海寰上疏清廷，希望建立中國紅十字會。1910年2月，上諭：「吕海寰等奏，酌擬中國紅十字會試辦章程請立案一折，著派盛宣懷担任紅十字會會長，余依議。」在盛宣懷上任之前，致書呂海寰，希望將中國紅十字會改名為大清紅十字會，並納入民政部管理。上海萬國紅十字會因此改名大清紅十字會，並由民間組織轉型為官辦組織。

### 中華民國時期
1911年，辛亥革命後，呂海寰等人將大清紅十字會，改名為中國紅十字會。1912年，中华民国成立後，袁世凱任呂海寰為首任會長，加入紅十字國際委員會，成為第23個國家紅十字會，並於1919年7月8日加入红十字联合会。在1920年代，中国红十字会救助了其他遭受自然灾害的国家。这个时期，红十字医院分布在上海和其他城市，红十字组织在全国各地遍地开花，中国人渴望参与爱国活动，特别是一个“现代性”的国际组织。截止20世纪20年代，有超过300个红十字会在中国。
1923年，日本发生关东大地震，中国红十字会向日本派出救援队，捐献了折合20,000美元（1923年汇价）药品。1920年代至1940年代，中国红十字会与美国红十字会、英国红十字会、国民政府和上海商界联系紧密。在軍閥時期、十年內戰期間，在戰場上救援了大量的傷患，並提供尋人、轉信等服務。
1933年，当日本侵入山海关时，国民政府批准颁布《中華民國紅十字會管理條例施行細則》，将“中国红十字会”更名为“中华民国红十字会”。先后隶属内政部、军委会和行政院领导。1949年兩岸分治後，中華民國紅十字會會長蔣夢麟帶領部份人員隨中华民国政府遷往臺灣繼續運作。

### 中华人民共和国成立后

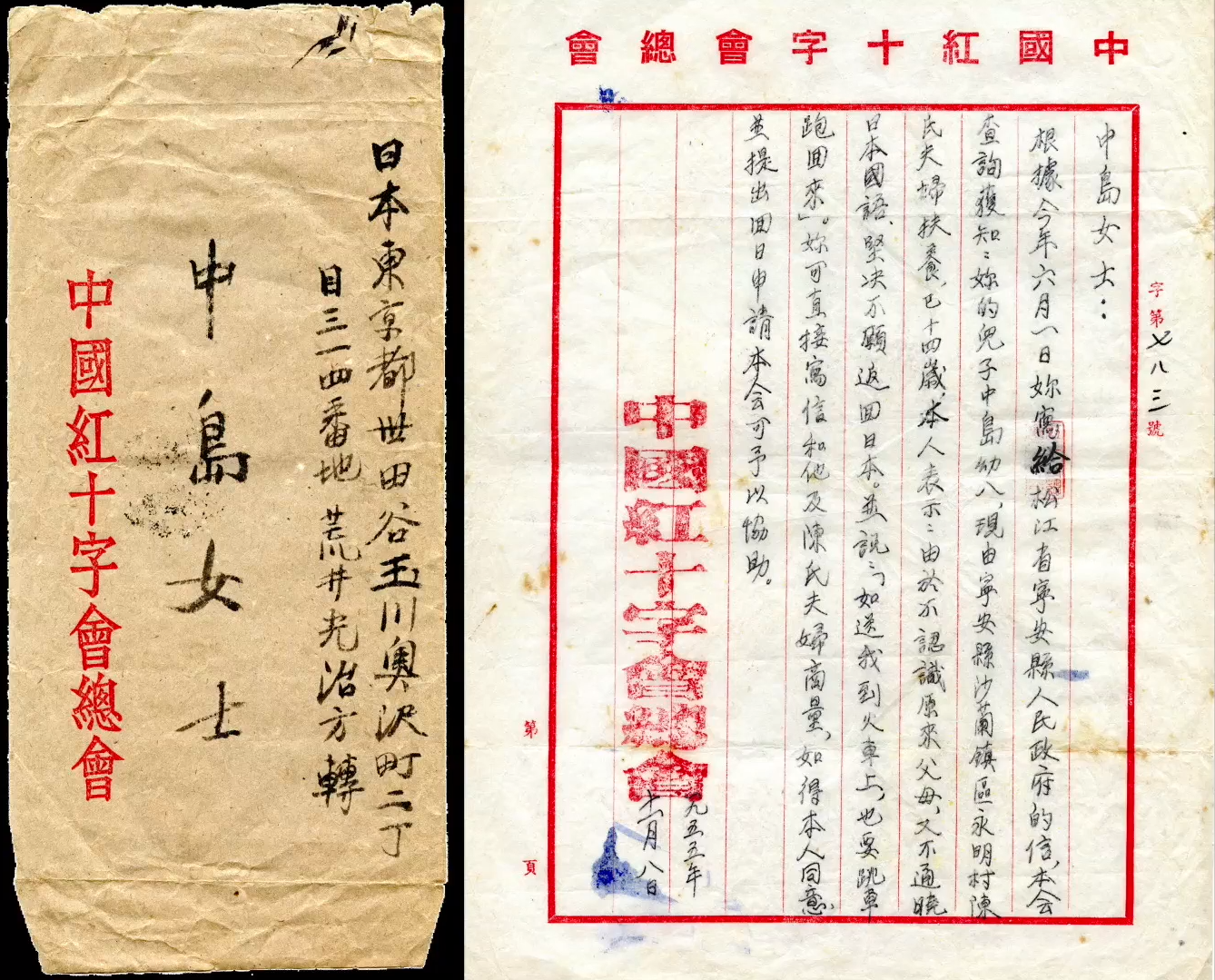
1955年，中国红十字会回覆日本在华遗孤——中岛幼八生母中岛女士的回函。在1950年代，中国红十字是受中国政府委派处理遣返遗华日侨的主要组织。

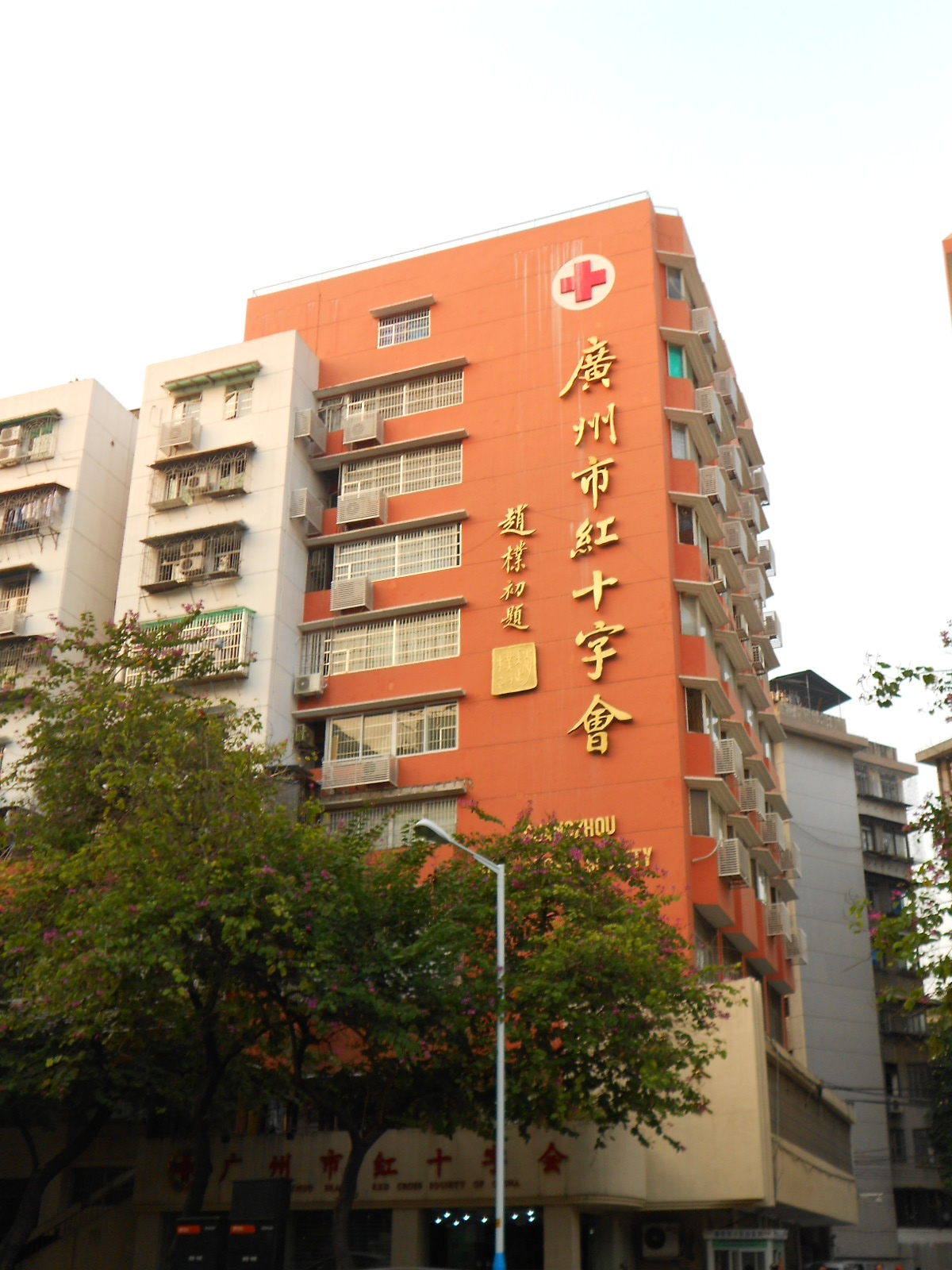
廣州市紅十字會。

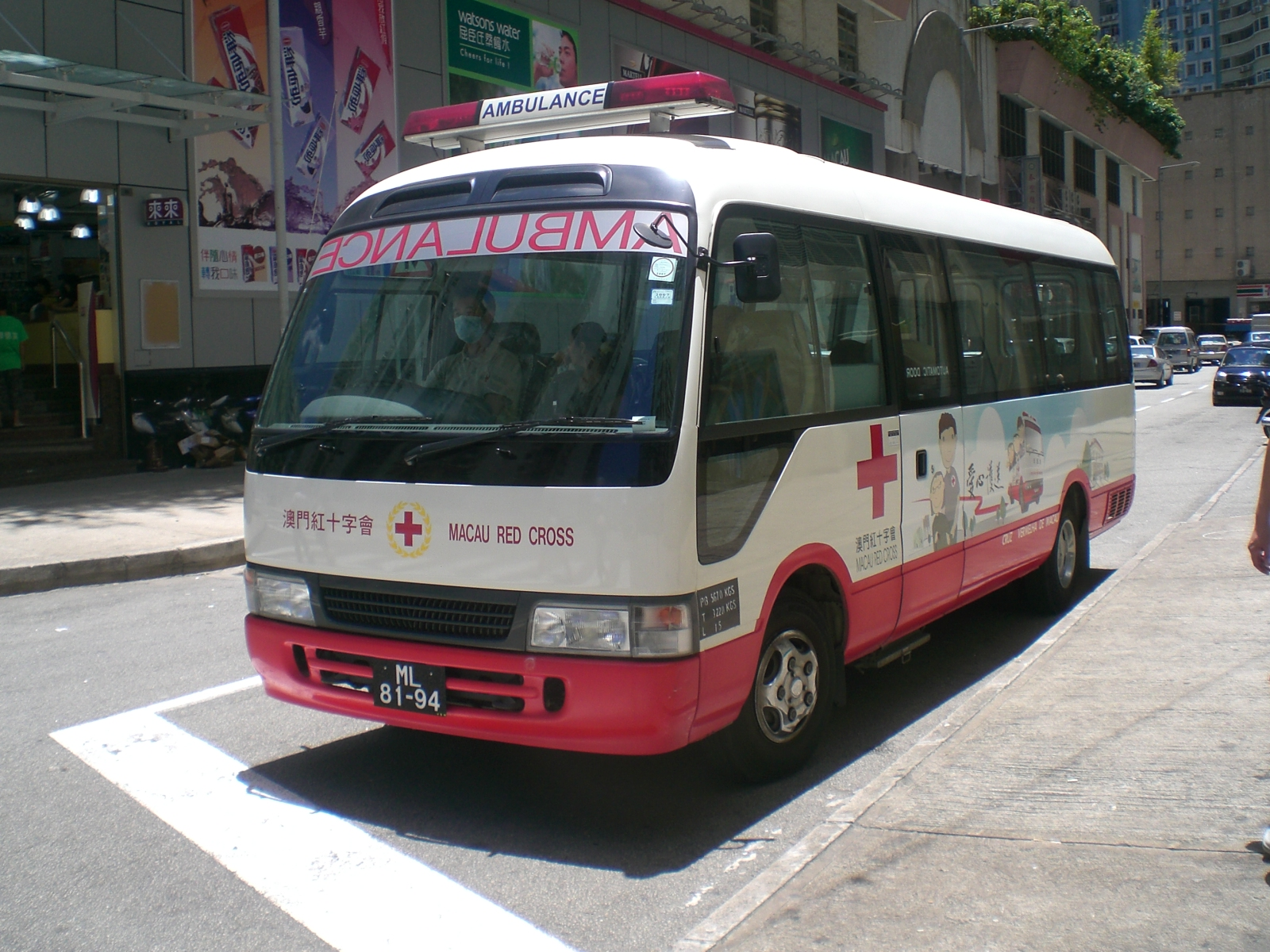
澳門紅十字會救護車。

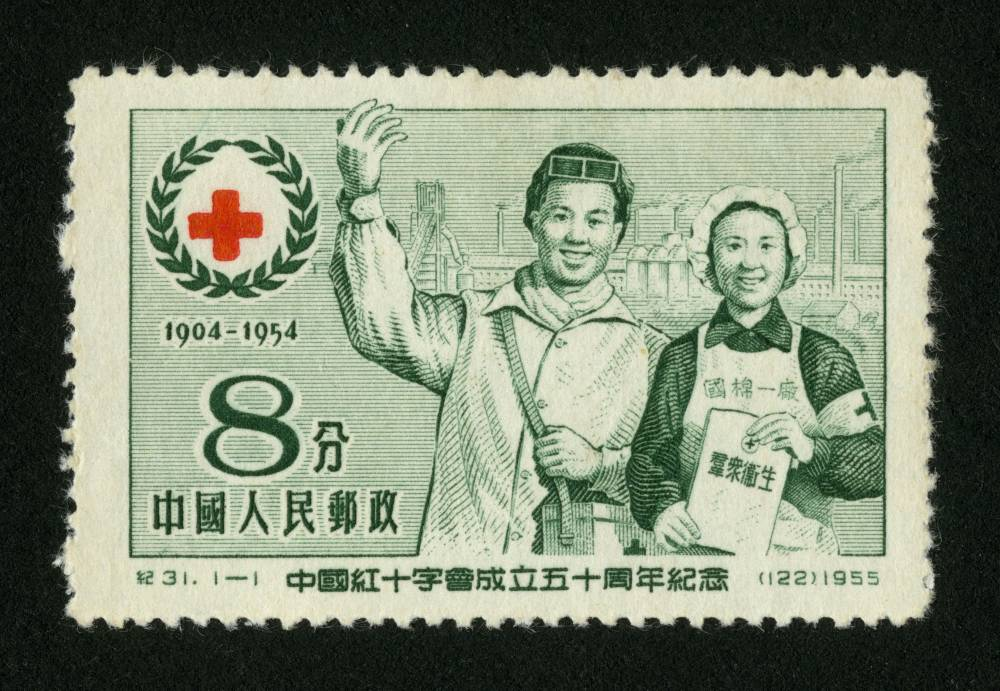
中国红十字会成立五十周年纪念邮票

1949年中華人民共和國成立後，留置中國大陸的紅十字會原秘书长胡兰生等7名主要干部要求中央人民政府接管。中央人民政府研究决定：鉴于红十字会的特殊性质及历史状况，采取改组而不是接管的方式，将旧中国红十字会改组为新中国红十字会，人员全部留用。总会办公地点迁至北京干面胡同53号。鉴于国际红十字会仍然承认上海的中国红十字会的现实，以及各国可自由委派、选举或指定其在红十字会联盟代表的规则，要求红十字会联盟保留中国红十字会及其代表的职位以待另提人选。1950年8月2日，召开中国红十字会协商会议（亦即新中国红十字会第一次全国代表大会），成立了新的理事会，通过的《中国红十字会章程》明确规定中国红十字会为“中央人民政府领导下的人民卫生救护团体”，定名为“中国红十字会”。会议选举中央卫生部长李德全为会长，彭泽民、熊瑾月、刘鸿生、胡兰生（兼秘书长）为副会长。会议选出常务理事6人：中央卫生部技术室主任金宝善、中央卫生部副部长苏井观、内政部副部长陈其瑗、外交部国际司司长龚普生、中国救济总会秘书长伍云甫、救济总会副秘书长林仲。会议选出理事16人：华东教育部长兼交通大学校长吴有训、金城银行总经理徐国懋、工商界人士王晓耒、中国红十字会总会组织主任朱子会、中国红十字会总会宣传组主任傅况鳞、浙江兴业银行董事长徐寄庼、民族事务委员会办公厅主任杨静仁、中华全国总工会副主席兼邮电部部长朱学范、全国妇联女工部部长曹孟君、全国青联秘书长北京市人民政府副市长吴晗、文艺界人士梅兰芳、全国妇联儿童福利部部长康克清、外交部顾问周鲠生、台湾自治同盟主席谢雪红、基督教女青年会全国协会总干事邓裕志。1950年8月国际红十字会承认中国红十字会。1950年9月6日中央人民政府政务院批准公布的《中国红十字会章程》。
国际红十字会依照确保普遍性的传统，允许那些事实上有义务在其领土上实施《日内瓦公约》的当局参与而不考虑当局的合法性，因此同时邀请了中华人民共和国与中华民国当局各自代表其控制的领土。1950年10月16日至21日，李德全会长率团出席了在摩纳哥召开的红十字会联盟第21届理事会并当选为执委。由于正式承认一个国家的红十字会的合法席位必须由国际红十字大会认可，1952年第18届国际红十字大会举行前，美国与东道国加拿大邀请中华民国与中华民国红十字会与会。6月28日中国政府以李德全会长名义致电东道主加拿大红十字会主席麦考雷并转国际红十字常设委员会主席安德烈·弗朗索瓦-龐賽，反对邀请中华民国代表。7月10日国际红十字常设委员会复电称“国际红十字从不过问政治之事项”，国际大会请柬系根据“凡在施行日内瓦公约之任何土地上执行政权之政府，即当然成为国际红十字大会之当然成员”的原则发出，承认中国红十字会是“按有选举权之正式成员被邀参加大会的中国唯一的红十字会”，在台红十字会“因其实际尚有红十字活动，故被邀以观察员身份列席大会”。中国方面制定了与会方案：如果中华民国使用红十字会名义而不以中华民国名义出席大会，中方只略予斥责；如以中华民国名义出席，则中方动议驱逐。毛泽东与周恩来批准这一与会方案后，周恩来还补充如果动议驱逐不能通过，我方代表应当场声明表示遗憾，但不退席。7月14日中国政府代表团与中国红十字会代表团离京，7月24日抵达多伦多，即获悉国际红十字常设委员会决定给予中华民国代表与中国政府的代表、海峡两岸的红会以平等的地位出席大会。7月25日，中国政府代表团团长苏井观、中国红十字会代表团团长李德伦联名发出抗议信。7月26日下午国际大会开幕式上，苏井观提出动议驱逐中华民国代表。经过激烈的讨论，7月28日国际大会表决结果维持了国际红十字常设委员会的决定，承认中华人民共和国政府和中国红十字会为代表中国的全国性的政府和红十字组织，而台湾代表团和中华民国红十字会只代表台湾岛的政府和红十字会，此外大会选举中国为国际红十字会执行委员会委员，中华民国代表于7月31日退出大会。大会上东西方阵营就朝鲜战争美军对待中朝战俘问题、使用细菌武器问题展开了激烈的提案战。大会于8月7日闭幕。
朝鲜战争期间，中国红十字会组织了7个国防医疗服务大队共计666名医务人员赴朝鲜战场担任伤病员救护服务，30名队员于1952年1月29日荣获朝鲜最高人民会议功劳章。中国红十字会还选派35名代表参加朝鲜战争联合红十字会小组，参与协助遣返战俘工作。
1952年12月1日，中国政府以《就“关于在中国的日本侨民的各项问题”中央人民政府有关方面答新华社记者问》的形式发表公开声明，宣布了中国政府保护守法日侨和协助愿意回国的日侨回国的一贯立场，并表示欢迎日本方面的相关机关和人民团体派人来华同中国红十字会就日侨回国的具体问题进行协商，使之得到妥善解决。1953年1月31日，日本政府委托日本红十字会、日本和平联络会、日本中国友好协会组成的代表团来北京商谈在华日侨回国的事宜。首席代表廖承志率领中国红十字会代表团与岛津忠承为团长的日方代表团经过多次的协商、谈判，由中国红十字会和日方的三团体代表团签署了“备忘录”，备忘录对日侨归国问题作了明细的说明。政务院总理周恩来对协助日侨归国工作做出指示：“要做好政治工作，物质上加以宽待，做好组织工作，不准混乱”。自1953年3月22日首批归国日侨乘日本大型客轮“白龙丸”、“白山丸”在天津港离境，至1958年7月，由中国红十字会出面联络，从天津、秦皇岛、上海三地港口相继21次遣返日本侨民，总人数34,880人，这其中包括自1956年起，在中国抚顺和太原战犯管理所经过改造陆续被释放的侵华日军高官。其中，1953年3月22日至10月14日，先后4次从秦皇岛、11次从上海、8次从天津新港，运送日侨26114人。1954年9月27日至1958年7月13日，先后14次从塘沽运送日侨8736人。
1955年冬，国务院明确中国红十字会与中国人民救济总会合署办公，同时明确“红十字会的工作以国际为主”。
1957年10月28日至11月7日在印度新德里召开的第19届国际红十字大会上，西方国家支持下国际红十字常设委员会主席法国人安德烈·弗朗索瓦-龐賽以个人名义与10月26日致电中华民国外交部邀请参会，国际大会通过美国提案，同意以“福摩萨政府”、“福摩萨红十字会”名义与会。10月30日中华民国代表、驻泰国大使杭立武飞抵新德里。11月5日结束分组专业讨论，全体大会复会，就中国的代表权展开激烈讨论。11月7日下午，大会就美国提案“中华民国为国际大会正式代表”表决，结果以62票赞成、44票反对、16票弃权、13票缺席通过美国提案。中国政府代表团（团长为驻印度大使潘自力）和中国红十字会代表团（团长李德全）当即表示抗议，并宣布退出第19届国际大会，并在会场外举行记者招待会。东道主印度红十字会主席考尔女士宣布辞去国际大会主席，率领印度红十字会代表团退出国际大会。苏联等社会主义国家与印尼、埃及、叙利亚等共计18个国家的30个代表团登台发表声明宣布退出国际大会。印度政府代表团未退出会场，但向大会明确表示它之所以留在会场是为了继续坚持反对“两个中国”而斗争。美国代表引领杭立武进入会场后，又有芬兰、瑞典、挪威、丹麦4国红十会代表团离开会场。该次国际大会草草结束，闭幕式也没有举行。退场风波影响下，原定1963年红十字运动百周年纪念期间在日内瓦举办的第20届红十字红新月国际大会延迟到1965年才召开。在西方国家支持下，第20届、第21届红十字红新月国际大会继续邀请中华民国代表团与中华民国红十字会代表团与会。为表抗议，中国政府与中国红十字会拒绝参加这两次国际大会，断绝同常设委员会的关系，不受国际大会决议的约束。
1971年国际红十字常设委员会以聯合國大會2758號決議为由决定以后不再邀请中华民国代表团。1973年在伊朗德黑兰举行第22届红十字红新月国际大会，中国红十字会因聯合國大會2758號決議正式成为唯一代表中国的国家红十字会，而台湾的中华民国红十字会無法參與國際紅十字與紅新月運動的正式活動。中国驻伊朗大使陈辛仁为团长的7人代表团、中国红十字会常务理事欧阳竞为团长、秘书长王敏为副团长的5人红会代表团出席国际大会。
1993年中華人民共和國八届全国人大常委会第四次会议正式通过《中華人民共和國紅十字會法》，规定为“从事人道主义工作的社会救助团体”，不再局限于卫生救护。
香港紅十字會、澳門紅十字會則依照紅十字運動的精神，分別於1997年及1999年脫離英國及葡萄牙紅十字會，加入中華人民共和國的中國紅十字會，成为其享有高度自治的分会。
1999年12月29日，中央机构编制委员会办公室通知，“经报请中央编委领导批准，将中国红十字会总会由‘卫生部代管’改由国务院领导联系”。此后，各级红会改编为独立的社会机构，理顺了管理体制。
此外，台湾方面中華民國紅十字會與大陆方面中國紅十字會也是兩岸交流的重要窗口之一，在海基会和海协会沟通方式建立前尤其重要，早期在未開放通郵時期，曾經負責轉信、尋人的業務，隨後兩岸紅十字會於1990年簽署《金門協議》，協助遣返來自中國大陸的偷渡客。兩地發生重大災變時，也互相透過紅十字會象徵性捐款，表達友善關切之意，但偶尔也会因主权之争而起争执，著名例子如1999年九二一大地震時，9月22日中國紅十字會秘書長孫愛明表示任何國際紅十字會要捐助給台灣地震的款項和救災物資，都应知会中國紅十字會。任何國家要援助台灣地震，也應先知会中國紅十字會。在九二一大地震时，由于中華人民共和國政府的原因，引发重大的人道主义争议。
2008年，中国红基会累计接受海内外捐款15.37亿元，是上年募集善款总额的9倍。其中，接受地震捐赠款物13.92亿元，“红十字天使计划”接受捐赠1.04亿元，“博爱助学计划”接受捐赠3,695万元。2008年中国红基会的“红十字天使计划”和“博爱助学计划”两大公益项目取得积极进展，免费培训了400名乡村医生和100名乡村教师，资助患白血病、先天性心脏病、唇腭裂、失聪、下肢残疾等重症儿童和贫困肿瘤患者近7,800名，资助107名贫困大学生完成学业，向农村中小学捐建“红十字书库”556个。截至2008年底，中国红基会在全国累计援建的博爱卫生院（站）总数已达2,194所，博爱学校194所，红十字书库1,112套，受益人口已超过690万人。
2011年3月以来陆续曝光出的卢湾区红十字会高额餐饮费事件、郭美美事件、“大肚女孩”捐款延迟事件、总会领导每人配两辆豪车事件等，令红十字会与其他中国慈善组织接收捐款数额剧减。2011年6月郭美美事件后，2011年12月31日决定撤销中国商业系统红十字会。

## 职责
中国红十字会为从事人道主义工作的社会救助团体，中国红十字总会由中华人民共和国国务院领导联系。
中国红十字会主要职责为：
- 备灾救灾：建立自然灾害备灾救灾网络、应急管理体系。
- 卫生救护：初级卫生救护培训、防病知识的宣传。
- 卫生关怀及人道救助：动员无偿献血、器官捐献、捐献造血干细胞，预防宣传艾滋病，改善贫困地区医疗卫生条件，参与北京奥运会志愿服务。
- 红十字宣传和筹资：弘扬红十字精神，筹集善款。
- 红十字青少年：对青少年开展人道主义、自救互救教育。
- 国际合作：参与国际人道主义救援，与其他地区红十字会或红新月会交流合作，参与红十字会与红新月会国际联合会工作。

## 机构设置

### 内设机构
- 办公室
- 赈济救护部
- 筹资与财务部
- 组织宣传部
- 联络部
- 机关党委（人事部）[26]

### 直属事业单位
- 中国红十字基金会
- 中国红十字会援外物资供应站
- 中国红十字会总会备灾救灾中心
- 中国红十字会总会训练中心
- 中国造血干细胞捐献者资料库管理中心
- 中国红十字报刊社（中国红十字网络中心）
- 中国红十字会总会机关服务中心
- 中国人体器官捐献管理中心
- 中国红十字会总会事业发展中心[27]

### 专门委员会
- 学校工作委员会
- 志愿服务工作委员会
- 筹资工作委员会
- 宣传工作委员会
- 全民健康促进工作委员会
- 应急工作委员会
- 救护工作委员会

### 主管社会团体
地方红十字会
- 北京市红十字会[註 2]
- 天津市红十字会
- 河北省红十字会
- 山西省红十字会
- 内蒙古自治区红十字会
- 辽宁省红十字会
- 吉林省红十字会
- 黑龙江省红十字会
- 上海市红十字会
- 江苏省红十字会
- 浙江省红十字会
- 安徽省红十字会
- 福建省红十字会
- 江西省红十字会
- 山东省红十字会
- 河南省红十字会
- 湖北省红十字会
- 湖南省红十字会
- 广东省红十字会
- 广西壮族自治区红十字会
- 海南省红十字会
- 重庆市红十字会
- 四川省红十字会
- 贵州省红十字会
- 云南省红十字会
- 西藏自治区红十字会
- 陕西省红十字会
- 甘肃省红十字会
- 青海省红十字会
- 宁夏回族自治区红十字会
- 新疆维吾尔自治区红十字会
- 新疆生产建设兵团红十字会（副厅级）

行业红十字会
- 中国铁路系统红十字会

## 历任领导
以下为公元1949年后列表
| 届次   | 年份   | 会长          | 名誉会长                    | 备注 |
| ------ | ------ | ------------- | --------------------------- | ---- |
| 第1届  | 1950年 | 李德全        |                             |      |
| 第2届  | 1961年 | 李德全 钱信忠 |                             |      |
| 第3届  | 1979年 | 钱信忠        |                             |      |
| 第4届  | 1985年 | 崔月犁        | 朱学范 赵朴初 钱信忠        |      |
| 第5届  | 1990年 | 陈敏章        | 朱学范 赵朴初 钱信忠 崔月犁 |      |
| 第6届  | 1994年 | 钱正英        | 江泽民                      |      |
| 第7届  | 1999年 | 彭佩云        | 江泽民                      |      |
| 第8届  | 2004年 | 彭佩云        | 胡锦涛                      |      |
| 第9届  | 2009年 | 华建敏        | 胡锦涛                      |      |
| 第10届 | 2015年 | 陈竺          | 李源潮                      |      |
| 第11届 | 2018年 | 陈竺          | 王岐山                      |      |
| 第12届 | 2024年 | 何维          | 韩正                        |      |

## 组织机构
- 全国会员代表大会：中国红十字会的最高权力机关。
- 理事会：在全国会员代表大会闭会期间执行其决议。理事会对特别行政区红十字会进行业务指导。
- 常务理事会：对理事会负责并接受其监督。
- 执行委员会：对常务理事会负责。执行委员会对地方红十字会、新疆生产建设兵团红十字会、行业红十字会进行业务指导。
- 地方红十字会：
- 行业红十字会：“全国性行业成立的红十字会为中国红十字会的行业红十字会，由中国红十字会常务理事会批准。”
- 基层组织：“城市街道（社区）、农村乡镇（村、组）、企业和事业单位、学校、医疗机构和其他组织中建立的红十字会为基层组织。”[29]

## 问题与质疑
自2000年代起，中国红十字会面临着自身改革及发展的机遇与挑战。有关负面事件的曝光也使得中国红十字会不得不面对公众不断发出的强烈质疑，特别是2011年的郭美美事件给中国红十字会和其他中华人民共和国慈善组织带来了重大负面影响。

### 汶川大地震
2008年汶川大地震時中國紅十字會募得大量捐款，有內地民眾引述中國紅十字會職員對中央電視台表示需款一千多萬元買一千頂帳篷，質疑為何帳篷要貴到一萬元一頂，激起廣泛迴響，懷疑善款被貪污。紅會最後澄清帳篷平均價只是一千二百元一頂，但即使如此仍然比市價昂貴。另外亦顯示一個很大的問題是，中國慈善機構依然沒有足夠的法例監管和由第三方核數的獨立審查模式。

### 李連杰壹慈善基金
演員李連杰自2007年4月19日開始發起李連杰壹基金計劃，提出“1人＋1元＋每1個月＝1個大家庭”的概念，即每人每月最少捐一元，集合每個人的力量讓小捐款變成大善款，幫助有需要的人。但因為在中國現行法律框架下，民間公益組織不能向公眾募捐，壹基金沒有自己的獨立賬戶和公章，只能使用中國紅十字會的。在2010年9月12日李連杰向傳媒表示壹基金計劃可能面臨中斷。不过壹基金已于2010年12月登记成为“公募基金会”，因此壹基金就具备独立的法人身份，允许公开募款。

### 卢湾区红会高额餐饮费事件
2011年4月15日新浪微博上流传出一张付款单位为“上海市卢湾区红十字会”的金额高达9,859元的餐饮发票照片，导致了中国公众对中国红十字会的质疑和信任危机。

### 郭美美事件
2011年6月21日，新浪微博上一個名叫“郭美美Baby”的網友頗受關注，因為這個自稱“住大別墅，開瑪莎拉蒂”的20歲女孩，其認證身份是“中國紅十字會商業總經理”，由此而引發網友對中國紅十字會的質疑。与卢湾区红十字会高额餐饮费事件一样，引发对中国红十字会的质疑和信任危机。

### “大肚女孩”捐款延迟事件
2011年6月15日，东南网报道了“大肚女孩”苏田田的不幸遭遇后，龙岩永定县多部门联合发出了“捐款倡议书”，同时由永定县红十字会开通了一个专门接收捐款的账号。事后，当地各界人士捐款共计5万元人民币，但红十字会的工作人员称：“新县里正在换届，目前卫生局长还没有到位，没有他的签字，我们不能转出。”所以，直到2011年8月15日（苏田田辞世后第35天），苏田田的父母才接到龙岩永定县红十字会的通知，让其签收当地人士通过红十字会捐出的5万元善款，但是具体什么时候拿到钱，当地红十字会并未说明。

### 总会领导配豪车曝光
2011年8月9日，《博客天下》杂志副总编吴晨光称，中国红十字会总会的车库内停着若干辆豪华公车，红十字会司局级以上领导每人配车两辆，目的是应对北京的机动车限号措施。对于此质疑，中国红十字会回应称：“总会公务用车严格执行《中央国家机关公务用车编制和配备标准的规定》，根据国管局2010年1月《关于增加中国红十字会公务用车编制的函》，核定该会公车15辆。目前，在职和退休的副部级干部每人配备一辆专车，其他领导每人一辆一般公车，车辆由国管局统一配发，所谓“每人两辆豪华公车”属谣言。”中国红十字会总会政策法规处处长丁硕在微博上称：“红十字总会秘书长的车是荣威750，自动档低配。”
随后有网友在微博中发布了一张图片，图片上显示有10辆路虎越野车，所有车的车身上都印有红十字会的标志。

### 收取500万买路钱事件
IBTimes中文网称，中国红十字会要求中華民國红十字會先援助500万元人民币，才能进入芦山地震灾区参与救助。中華民國红十字會对此郑重作出澄清，强调该报道断章取义，误导读者，是完全错误的。中華民國红十字會赈济处处长陈炳林22日上午在接受新华社驻台记者採访时强调，《国际财经日报》这位陈姓记者的相关报道完全错误，“500万元人民币与中華民國红十字會进入灾区完全没有任何关联性”。

### 总会备灾救灾仓库商业出租事件
2014年8月18日，腾讯财经报道，中央投资1.17亿元建成、本应储存救灾物资的中国红十字会总会备灾救灾仓库，被红会以90万元/年的价格，出租给名为北京中迅誉华商业管理有限公司的皮包公司，后者再转租给DHL等物流公司，从中牟利可能达到数百万元每年。

### 在武汉市新冠肺炎疫情中捐赠物资分配事件
2020年1月30日，湖北省红十字会第一次公布了自武汉市新冠肺炎疫情以来该会接收捐赠和物资使用情况。其中，定点诊治发热病例的公立医院武汉协和医院（全称华中科技大学同济医学院附属协和医院）仅收到个人捐赠的口罩3,000个，捐款1.2万元，但被指是莆田系的武汉仁爱医院（武汉仁爱医院官网，存于）受捐N95口罩1.6万个（后更正为1.8万个）。然而，仁爱医院的人数不到协和医院的十分之一，而且也未设发热门诊，并不收治发热病人（另外，武汉仁爱医院多次因违法广告受到行政处罚，其法定代表人在2019年收到限制高消费令）。这一事件随后在中国网民中引发巨大争议。与此同一批次，另一公立医院武汉科技大学附属天佑医院（武汉科技大学附属天佑医院官网，存于）也收到1.8万只口罩。
1月31日下午，湖北省红十字会发布更正说明更正说，2020年1月26日收到某企业捐赠的3.6万只KN95口罩，分配给武汉仁爱医院及武汉科技大学附属天佑医院，各1.8万只KN95口罩。并声称KN95口罩“不能用于新冠肺炎治疗定点医院一线医护人员防护，但可用于普通防护”。
同日，网友发现社会捐助的大量医疗防护物资被积压在红十字会仓库。更被爆出红十字会工作人员刁难前来领取物资的武汉协和医院医生，一时引爆网络怒潮。
2月1日下午，央视记者探访武汉红十字会，记者试图探访仓库物资分发处受到保安阻拦，且交涉过程中直播被切断。